# 松井浩
松井 浩（まつい ひろし、1946年8月6日 - ）は、日本の郵政官僚。元株式会社エヌ・ティ・ティ・ドコモ代表取締役副社長。元総務審議官、元総務省郵政事業庁長官。

## 人物・経歴
京都府出身。東京大学法学部卒業。1968年郵政省入省。郵政省貯金局長等を経て、2002年総務省郵政事業庁長官。2003年総務審議官。2005年財団法人郵便貯金振興会理事長。2007年株式会社エヌ・ティ・ティ・ドコモ顧問。2008年株式会社エヌ・ティ・ティ・ドコモ代表取締役副社長（CSR、支店（関東甲信越）担当）。2012年退任。